# Centralny Rząd Tybetański

Flaga Tybetu

Centralny Rząd Tybetański (tyb. དབུས་བོད་མིའི་སྒྲིག་འཛུགས།, ang. Central Tibetan Administration, pełna nazwa: Centralny Rząd Tybetański Jego Świątobliwości XIV Dalajlamy) – tybetański rząd na uchodźstwie z siedzibą w Dharamsali w Indiach. Nie jest oficjalnie uznawany przez władze Chin, w których granicach Tybet się obecnie znajduje, ani przez żaden inny rząd na świecie.
CRT zajmuje się koordynacją pomocy udzielanej Tybetańczykom przez organizacje humanitarne na świecie. Za zgodą Indii, pełni rolę samorządu dla ok. 120 tys. tybetańskich uchodźców zamieszkałych w Indiach, a także w innych krajach. CRT pełni także funkcję informacyjną, wspierając Dalajlamę w jego dążeniach do wynegocjowania z rządem w Pekinie rzeczywistej autonomii dla Tybetu. Zajmuje się także ochroną dziedzictwa kulturowego Tybetańczyków. Rząd Tybetu na uchodźstwie nie uznaje działań zbrojnych jako sposobu walki o niezależność.
Premier, tytułowany jako Kalon Tripa, jest obecnie wybierany w wolnych, demokratycznych wyborach. W 2001 roku Tybetańczycy przeprowadzili pierwsze wybory, w których wygrał 62-letni mnich Lobsang Tenzin. Rolę głowy państwa tradycyjnie pełni XIV Dalajlama, który zainicjował demokratyzację rządu. Wcześniej to on mianował premiera oraz ministrów.
14 czerwca 1991 uchwalono Kartę Tybetańczyków na Uchodźstwie (ang. Charter of the Tibetans In-Exile) potocznie zwaną konstytucją Tybetu przyjętą przez Tybetańskie Zgromadzenie Przedstawicieli Ludowych (ang. Assembly of Tibetan People’s Deputies).

## Strategia
CRT nie dąży obecnie bezpośrednio do rozciągnięcia swojej władzy na terytorium Tybetu. Według strategii Dalajlamy, nazywanej Drogą Środka, Tybet powinien w ramach Chińskiej Republiki Ludowej uzyskać status Specjalnego Regionu Autonomicznego, podobnie jak Hongkong (w 1997 r.) i Makau (w 1999 r.) w myśl zasady „jeden kraj – dwa systemy” Deng Xiaopinga. Status SRA zapewnia bowiem rzeczywistą autonomię.
Władze w Pekinie nie chcą się na to jednak zgodzić i większa część etnicznego Tybetu funkcjonuje w ramach ChRL jako Tybetański Region Autonomiczny, podobnie jak m.in. Mongolia Wewnętrzna i Sinciang. Regiony autonomiczne są od rządu w Pekinie tylko nieco bardziej niezależne niż prowincje.